# Stralsunder Straßennamen/I
Dies ist ein Verzeichnis der Straßennamen der Hansestadt Stralsund.
Das Verzeichnis nennt den Namen der Straße und (in Klammern) den Ortsteil. Dazu wird eine Erläuterung (Jahr der Benennung, Grund) zum Straßennamen gegeben. Wegen der großen Anzahl an Straßen wurde das Verzeichnis nach den Anfangsbuchstaben der Straßennamen aufgeteilt. Unter „Allgemeines“ finden Sie die Einleitung und Erläuterungen zu den Straßennamen allgemein.
Beispiel: Den Amanda-Weber-Ring finden Sie unter A.
- Im Gange (Altstadt / Altstadt)

- Im Grunde (Tribseer /	Tribseer Siedlung)

- Im Sieben Thoren

ehemaliger Straßenname, siehe Bielkenhagen
- In der Bucht (Altstadt / Altstadt)

- Inselblick (Süd / Devin)